# Камиш-Джилга
Камиш-Джилга, також Чіт-Оба (з тюр. «чіт» — огорожа, «оба» — бугор), (крим. Qamış Cılğa) — балка на південному сході Керченського півострову, довжиною 10 км, з площею водозбірного басейну 26,1 км. Витік балки знаходиться за 1 км на південний захід від гори Червоний Курган, пролягає в південному напрямку. Впадає в Чорне море біля села Яковенкове. Це остання балка, яка впадає в запарпацьку частину Керченського півострову. У балки 4 безіменних притоки, в гирлі балки споруджений ставок Яуше-тийнак. В маловодній балці раніше розташовувалося 4 селища.